# Bellview (Floride)
Bellview est une census-designated place du comté d'Escambia, dans l'État de Floride, aux États-Unis,. En 2020, elle compte une population de 25 541 habitants.